# Ipava, Illinois
Ipava là một làng thuộc quận Fulton, tiểu bang Illinois, Hoa Kỳ. Năm 2010, dân số của làng này là 470 người.

## Dân số
Dân số qua các năm:
- Năm 2000: 506 người.
- Năm 2010: 470 người.